# Pratdip
Pratdip – gmina w Hiszpanii, w prowincji Tarragona, w Katalonii, o powierzchni 36,01 km². W 2011 roku gmina liczyła 848 mieszkańców.